# Hlinkova garda

Tzv. „autonomistická vlajka“, 1938–45 stranícka vlajka Ľudáků
a jejích organizací HG a HM

Hlinkova garda (HG) byla polovojenská organizace Hlinkovy slovenské ľudové strany zformovaná v roce 1938 a zlegalizovaná v říjnu 1938.

## Historie
První jednotky Hlinkovy gardy vznikly v červnu 1938 v Bratislavě, v červenci v Trnavě, v Nitře a dalších slovenských městech. Jednotky vznikaly bez povolení úřadů. Po vzniku Slovenského státu 14. března 1939 se aktivně podílely na perzekuci Čechů, Židů, Romů a některých Slováků. 28. října 1938 se stala Hlinkova garda jedinou brannou organizací na slovenském území. Až do června 1940, kdy úplně s Hlinkovou gardou splynula, byla samostatnou složkou Hlinkovy gardy Rodobrana, která tvořila její elitu a uzurpovala si právo na kontrolu Hlinkovy gardy. Počet členů HG se v samostatném státě podstatně zvýšil.
Vládním nařízením z 5. září 1939 se podstatně rozšířily pravomoci Hlinkovy gardy a bylo stanoveno povinné členství mužů od 16 do 60 let věku. Toto ustanovení narazilo na odpor obyvatelstva, a proto byla Hlinkova garda 21. prosince 1939 vyhlášena za polovojenskou organizaci s dobrovolným členstvím. Postavení a úlohy HG definitivně upravil zákon z 5. července 1940. Působila jako politická policie ve spolupráci s Ústřednou státní bezpečnosti.
Hlinkova garda měla vytvořeny speciální jednotky (jezdecká, letecká, motorizovaná, spojovací, železniční, akademická HG). Některé speciální kurzy pro vybrané členy vedli i němečtí instruktoři. Nejvyšším velitelem HG byl Jozef Tiso, hlavním velitelem do března 1939 Karol Sidor, po něm Alexander Mach (s výjimkou období května až července 1940, kdy jej nahradil František Galan), 1944–1945 Otomar Kubala. Jako součást bezpečnostního aparátu Slovenské republiky plnila HG i některé úkoly policie. V průběhu Slovenského národního povstání se zúčastnila po boku německých jednotek akcí proti povstalcům i civilnímu obyvatelstvu. Od září 1944 se stala Hlinkova garda složkou ozbrojených bezpečnostních sil podřízenou Ministerstvu národní obrany. Od jara 1945 její činnost usměrňoval velitel německých vojsk na Slovensku. Po druhé světové válce byla Hlinkova garda rozpuštěna a zakázána, její představitelé byli z větší části postaveni před soud.

## Velitelé
| od                | do                | jméno           |
| ----------------- | ----------------- | --------------- |
| 6. října 1938     | 14. března 1939   | Karol Sidor     |
| 14. března 1939   | 21. května 1940   | Alexander Mach  |
| 21. května 1940   | 29. července 1940 | František Galan |
| 29. července 1940 | 5. září 1944      | Alexander Mach  |
| 5. září 1944      | 8. května 1945    | Otomar Kubala   |